# Modalis
Modalis (förkortat: MOD) är ett grammatiskt kasus som anger förmåga, avsikt, nödvändighet, skyldighet, tillstånd, möjlighet et cetera.
Kasuset förekommer i kayardild och lardil, två av de tangkiska språken i norra Australien.